# Miles Chamley-Watson
Miles Cleveland Chamley-Watson (Londres, Reino Unido, 3 de diciembre de 1989) es un deportista estadounidense que compite en esgrima, especialista en la modalidad de florete.
Participó en dos Juegos Olímpicos de Verano, obteniendo una medalla de bronce en Río de Janeiro 2016, en la prueba por equipos (junto con Alexander Massialas, Gerek Meinhardt y Race Imboden), y el cuarto lugar en Londres 2012, también en el torneo por equipos.
Ganó cinco medallas en el Campeonato Mundial de Esgrima, en los años 2013 y 2019, y cuatro medallas en los Juegos Panamericanos, oro en 2011, oro en 2015 y oro y plata en 2023.

## Palmarés internacional
| Juegos Olímpicos     | Juegos Olímpicos        | Juegos Olímpicos  | Juegos Olímpicos    |
| Año                  | Lugar                   | Medalla           | Prueba              |
| -------------------- | ----------------------- | ----------------- | ------------------- |
| 2016                 | Río de Janeiro (Brasil) | Medalla de bronce | Florete por equipos |
| Campeonato Mundial   |                         |                   |                     |
| Año                  | Lugar                   | Medalla           | Prueba              |
| 2013                 | Budapest (Hungría)      | Medalla de oro    | Florete individual  |
| 2013                 | Budapest (Hungría)      | Medalla de plata  | Florete por equipos |
| 2017                 | Leipzig (Alemania)      | Medalla de plata  | Florete por equipos |
| 2018                 | Wuxi (China)            | Medalla de plata  | Florete por equipos |
| 2019                 | Budapest (Hungría)      | Medalla de oro    | Florete por equipos |
| Juegos Panamericanos |                         |                   |                     |
| Año                  | Lugar                   | Medalla           | Prueba              |
| 2011                 | Guadalajara (México)    | Medalla de oro    | Florete por equipos |
| 2015                 | Toronto (Canadá)        | Medalla de oro    | Florete por equipos |
| 2023                 | Santiago (Chile)        | Medalla de oro    | Florete por equipos |
| 2023                 | Santiago (Chile)        | Medalla de plata  | Florete individual  |